# Francis Macdonald Cornford
Francis Macdonald Cornford (Eastbourne, 27 febbraio 1874 – Cambridge, 3 gennaio 1943) è stato uno storico della filosofia, traduttore e poeta inglese, eminente studioso inglese della civiltà classica.

## Biografia
Cornford studiò al Trinity College di Cambridge, di cui divenne poi fellow nel 1899.
Aspirava a diventare insegnante di greco, ma non ne ottenne la cattedra; dal 1931 al 1939 insegnò invece filosofia antica (Laurence Professor of Ancient Philosophy).

## Opere
- Thucydides Mythistoricus, 1907.
- Religion in the University, 1911.
- From Religion to Philosophy: a study in the origins of Western speculation, 1912.
- The Origins of Attic Comedy, 1914.
- Greek Religious thought from Homer to Alexander, 1923.
- The Laws of Motion in Ancient Thought, 1931.
- Before and After Socrates, 1931.
- Plato's Theory of Knowledge: the Theaetetus and Sophist of Plato, 1935.
- Plato's Cosmology: the Timaeus of Plato, 1937.
- Plato and Parmenides, 1939.